# Milan Kerbr
Milan Kerbr, né le 6 septembre 1967 à Uherské Hradiště (Tchécoslovaquie, aujourd'hui Tchéquie), est un footballeur tchèque, qui évoluait au poste d'attaquant au SK Sigma Olomouc et en équipe de Tchéquie.
Kerbr n'a marqué aucun but lors de ses deux sélections avec l'équipe de Tchéquie en 1996.

## Carrière
- 1987-1989 : VTJ Tachov
- 1989-1991 : FC Svit Zlín
- 1991-1997 : SK Sigma Olomouc
- 1997-1998 : SpVgg Greuther Fürth
- 1999 : SC Weismain
- 2000-2002 : SSV Reutlingen 05

## Palmarès

### En équipe nationale
- 2 sélections et 0 but avec l'équipe de Tchéquie en 1996.
- Finaliste du championnat d'Europe 1996.